# Harper Lee
Nelle Harper Lee (ur. 28 kwietnia 1926 w Monroeville w Alabamie, zm. 19 lutego 2016 tamże) – amerykańska pisarka i publicystka, znana głównie jako autorka uhonorowanej Nagrodą Pulitzera powieści Zabić drozda (1960), sfilmowanej w 1962. W 2007 została odznaczona Prezydenckim Medalem Wolności, a w 2010 – National Medal of Arts.

## Życiorys
Harper była najmłodszym z czwórki dzieci małżeństwa Amasy Colemana Lee, prawnika, i Frances Cunningham z domu Finch.
Po ukończeniu szkoły w Monroeville uczęszczała w latach 1944-1945 do Huntingdon College w Montgomery, a następnie przez dwa semestry studiowała prawo na uniwersytecie stanowym. Rok spędziła w Anglii na Uniwersytecie Oksfordzkim. Studiów jednak nie ukończyła. W latach pięćdziesiątych pracowała w biurze linii lotniczych Eastern Air w Nowym Jorku.
Od dzieciństwa przyjaźniła się z kolegą szkolnym i sąsiadem – Trumanem Capote, który był pierwowzorem Dilla Harrisa, postaci z jej powieści Zabić drozda (To Kill a Mockingbird). W późniejszym czasie pojechała z nim do miasteczka Holcomb, aby pomóc w zbieraniu materiałów do artykułu o dokonanym tam brutalnym morderstwie. W rezultacie zamiast artykułu powstała książka pt. Z zimną krwią (In Cold Blood, 1966), którą Capote zadedykował Harper Lee oraz swojemu ówczesnemu partnerowi.
Pierwsza powieść Lee, Zabić drozda, ukazała się w lipcu 1960 i od razu stała się bestsellerem. Rok później autorka otrzymała za nią Nagrodę Pulitzera. W 1962 powstała ekranizacja w reżyserii Roberta Mulligana z Gregorym Peckiem w roli Atticusa Fincha. Ponadto Lee opublikowała trzy znaczące szkice: Love – In Other Words (1961), Christmas to Me (1961) i When Children Discover America (1965).
W lipcu 2015, po 55 latach przerwy, ukazała się jej druga powieść, zatytułowana Idź, postaw wartownika (Go Set a Watchman), będąca rozgrywającą się po 20 latach od czasu akcji Zabić drozda kontynuacją pierwszej powieści autorki. Podobnie jak pierwsza książka i ta od razu stała się ogromnym bestsellerem, na dodatek bijąc jeden z rekordów sprzedaży – ponad milion egzemplarzy w ciągu kilku dni od premiery. Ze względu na zaawansowany wiek Lee, po publikacji Idź, postaw wartownika pojawiły się spekulacje, że książka mogła być napisana przed laty przez Trumana Capote lub Tay Hohoff, redaktorkę Lee. Polskie badania stylometryczne przeprowadzone w 2015 r. w Instytucie Filologii Angielskiej UJ pozwoliły obalić te spekulacje.
Pod koniec życia doznała wylewu krwi do mózgu, który doprowadził do osłabienia jej słuchu, a także wzroku. Ostatnie lata spędziła w domu opieki. Zmarła we śnie 19 lutego 2016 w wieku 89 lat. Jej pogrzeb odbył się 20 lutego 2016 w rodzinnym Monroeville. Spoczęła na miejscowym cmentarzu, obok ojca i siostry.